# Ренвик (Ајова)
Ренвик (енгл. Renwick) град је у америчкој савезној држави Ајова. По попису становништва из 2010. у њему је живело 242 становника.

## Демографија
Према попису становништва из 2010. у граду је живело 242 становника, што је -64 (-20.9%) становника више него 2000. године.
| Група             | 2000.       | 2010.       |
| Белци             | 303 (99,0%) | 235 (97,1%) |
| Афроамериканци    | 0 (0,0%)    | 1 (0,4%)    |
| Азијати           | 1 (0,3%)    | 1 (0,4%)    |
| Хиспаноамериканци | 1 (0,3%)    | 3 (1,2%)    |
| Укупно            | 306         | 242         |